# Paraleptophlebia strandii
Paraleptophlebia strandii är en dagsländeart som först beskrevs av Eaton 1901.  Paraleptophlebia strandii ingår i släktet Paraleptophlebia, och familjen starrdagsländor. Arten är reproducerande i Sverige.